# Certhionyx variegatus
Certhionyx variegatus là một loài chim trong họ Meliphagidae.